# رؤیا (فیلم ۱۹۶۶)
رؤیا (صربی: San) یک فیلم است که در سال ۱۹۶۶ منتشر شد.